# Shades of Blue
Shades of Blue (En español, Sombras Azuladas) es una serie de televisión estadounidense transmitida por NBC desde el 7 de enero de 2016. La serie está ambientada en la ciudad de Nueva York y es protagonizada por Jennifer Lopez como Harlee Santos, que se ve obligada a trabajar en la fuerza de trabajo anticorrupción del FBI, mientras que trata con sus propios problemas financieros y familiares. 
El 5 de febrero de 2016, NBC renovó "Shades of Blue" para una segunda temporada de 13 episodios, que se estrenó el 5 de marzo de 2017. El 17 de marzo de 2017, la serie fue renovada por una tercera temporada, luego, el 4 de abril de 2018, se anunció que sería la última temporada y contendría 10 episodios, y se estrenó el 17 de junio de 2018.

## Sinopsis
Harlee Santos (Jennifer Lopez) es una detective de policía de Nueva York y madre soltera que lucha con problemas financieros. Cuando ella se encuentra atrapada en una redada contra la corrupción del FBI, deberá elegir entre hacer lo correcto para su hija o encubrir a sus corruptos compañeros de trabajo de la policía .

## Elenco y personajes

### Principales
- Jennifer Lopez como Harlee Santos.
- Ray Liotta como Matt Wozniak.
- Drea de Matteo como Tess Nazario.
- Warren Kole como Robert Stah.
- Dayo Okeniyi como Michael Loman.
- Hampton Fluker como Marcus Tufo.
- Vincent Laresca como Carlos Espada.
- Sarah Jeffery como Cristina Santos.
- Gino Anthony Pesi como James Nava.

### Recurrentes
- Santino Fontana como Stuart Saperstein.
- Michael Esper como Donnie Pomp.
- Lolita Davidovich (temp. 1) y Margaret Colin (temp. 2) como Linda Wozniak, la esposa de Matt.
- Leslie Silva como Gail Baker.
- Mark Deklin como Joe Nazario, esposo de Tess.
- Erica Ash como Erica, el interés amoroso de Loman.
- Kathryn Kates como la madre de David.
- Antonio Jaramillo Miguel Zepeda, el exnovio de Harlee y el padre de Cristina. El maltrato de que hacía objeto a Harlee llegó a tal punto que casi las mató a ella y a Cristina. Fue asesinado al final del episodio "One Last Lie", cuando intentó violar a Harlee y ella terminó rompiéndole el cuello.
- Anna Gunn como la consejera Julia Ayres, candidata a la alcaldía de la ciudad de Nueva York. Fue miembro del equipo de Wozniak antes de su ascenso a capitán en el NYPD. Durante la temporada 2, ella se convierte en el sujeto de una investigación del FBI.

## Temporadas
| Temporada | Temporada | Episodios | Emisión original   | Emisión original    |
| Temporada | Temporada | Episodios | Inicio             | Final               |
| --------- | --------- | --------- | ------------------ | ------------------- |
|           | 1         | 13        | 7 de enero de 2016 | 31 de marzo de 2016 |
|           | 2         | 13        | 5 de marzo de 2017 | 21 de mayo de 2017  |

## Episodios

### Temporada 1 (2016)
| N.º (serie) | N.º (temp.) | Título                     | Director          | Guionista(s)                                                        | Primera emisión       | Audiencia (en millones) |
| ----------- | ----------- | -------------------------- | ----------------- | ------------------------------------------------------------------- | --------------------- | ----------------------- |
| 1           | 1           | «Pilot»                    | Barry Levinson    | Adi Hasak                                                           | 7 de enero de 2016    | 8.55                    |
| 2           | 2           | «Original Sin»             | Barry Levinson    | Historia por: Jack Orman y J. David Shanks Teleplay por: Jack Orman | 14 de enero de 2016   | 6.64                    |
| 3           | 3           | «False Face, False Heart»  | Dan Lerner        | Mike Daniels y Wolfe Coleman                                        | 21 de enero de 2016   | 6.94                    |
| 4           | 4           | «Who Can Tell Me Who I Am» | Dan Lerner        | Yahlin Chang y Benjamin Lobato                                      | 28 de enero de 2016   | 6.49                    |
| 5           | 5           | «Equal and Opposite»       | Dan Lerner        | Tamara Becher-Wilkinson & Julian Oliver Meiojas                     | 4 de febrero de 2016  | 5.64                    |
| 6           | 6           | «Fall of Man»              | Dan Lerner        | Marta Gené Camps, Mike Daniels y Wolfe Coleman                      | 11 de febrero de 2016 | 5.40                    |
| 7           | 7           | «Undiscovered Country»     | David Boyd        | Mike Daniels, Jack Orman y Wolfe Coleman                            | 18 de febrero de 2016 | 5.29                    |
| 8           | 8           | «Good Cop Bad Cop»         | David Boyd        | J. David Shanks y Nikki Toscano                                     | 25 de febrero de 2016 | 4.98                    |
| 9           | 9           | «Live Wire Act»            | Millicent Shelton | Tamara Becher-Wilkinson                                             | 03 de marzo de 2016   | 4.77                    |
| 10          | 10          | «What Devil Do»            | Millicent Shelton | Mike Daniels                                                        | 10 de marzo de 2016   | 4.88                    |
| 11          | 11          | «The Breach»               | Steven DePaul     | Wolfe Coleman                                                       | 17 de marzo de 2016   | 5.10                    |
| 12          | 12          | «For I Have Sinned»        | Steven DePaul     | Mike Daniels                                                        | 24 de marzo de 2016   | 5.13                    |
| 13          | 13          | «One Last Lie»             | Paul McCrane      | Jack Orman                                                          | 31 de marzo de 2016   | 5.43                    |

### Temporada 2 (2017)
| N.º (serie) | N.º (temp.) | Título                    | Director              | Guionista(s)                                                  | Primera emisión     | Audiencia (en millones) |
| --- | ----------- | ------------------------- | --------------------- | ------------------------------------------------------------- | ------------------- | ----------------------- |
| 14 | 1           | «Unforgiven»              | Thomas Carter         | Jack Orman & Wolfe Coleman                                    | 5 de marzo de 2017  | 5.25                    |
| 15 | 2           | «Eye of the Hurricane»    | Christopher Misiano   | Nick Thiel & Jessica Grasl                                    | 12 de marzo de 2017 | 4.84                    |
| 16 | 3           | «Ghost Hunt»              | Christopher Misiano   | Niceole R. Levy & Rashad Raisani                              | 19 de marzo de 2017 | 4.09                    |
| 17 | 4           | «Daddy's Girl»            | Paul McCrane          | Michael C. Martin & Marta Gené Camps                          | 26 de marzo de 2017 | 4.36                    |
| 18 | 5           | «Sweet Caroline»          | Paul McCrane          | Wolfe Coleman & Jessica Grasl                                 | 02 de abril de 2017 | 4.12                    |
| 19 | 6           | «Fracture»                | Peter Weller          | Adi Hasak                                                     | 09 de abril de 2017 | 3.98                    |
| 20 | 7           | «A House Divided»         | Peter Weller          | Wolfe Coleman & Marta Gené Camps                              | 16 de abril de 2017 | 4.05                    |
| 21 | 8           | «Unpaid Debts»            | Jim Mckay             | Rashad Raisani & Nick Thiel                                   | 23 de abril de 2017 | 4.13                    |
| 22 | 9           | «Chaos Is Come Again»     | Jim McKay             | Wolfe Coleman                                                 | 30 de abril de 2017 | 4.53                    |
| En el recinto, Loman es abordado sobre un niño desaparecido llamado Adrian, de una mujer involucrada en el equipo de drogadictos de Quince. Decide involucrar a Tufo y Wozniak, que piensan que es una trampa. Stahl continúa en su búsqueda de Miguel después de llevar a Christina a regañadientes en busca de respuestas. Después de descubrir los mensajes de texto de Miguel en el teléfono de Christina, Harlee decide ponerse en contacto con su viejo aliado Caddy, pero después de que ninguna respuesta, ella va a su apartamento. Allí ella descubre que aparentemente murió de una sobredosis, lo que la lleva a un colapso emocional donde cree que Wozniak asesinó a Miguel. Adrián, el niño desaparecido, se encuentra en un parque con una bolsa llena de drogas, lo que lleva a una redada de drogas en un restaurante local. Las tensiones se desvanecen con Stahl después de un enfrentamiento con Harlee que lleva a Stahl a descubrir casi la verdad sobre Miguel. |             |                           |                       |                                                               |                     |                         |
| 23 | 10          | «Whoever Fights Monsters» | Felix Enriquez Alcala | Rashad Raisani & Niceole R. Levy                              | 07 de mayo de 2017  | 4.09                    |
| Como el hijo de Wozniak, Nate, lucha por su vida después de recibir un disparo, Wozniak se compromete a encontrar a los responsables. Mientras Stahl continúa su búsqueda de pruebas sobre la desaparición de Miguel, descubre un diente en el cementerio del detective Sapperstein. En el recinto, Verco embosca al equipo mientras buscan pruebas. Harlee, Tess y Espada encuentran evidencia que los lleva a descubrir los cuerpos de las personas responsables del tiroteo en la casa de Wozniak. |             |                           |                       |                                                               |                     |                         |
| 24 | 11          | «The Quality Of Mercy»    | Felix Enriquez Alcala | Jessica Grasl & Marta Gene Camps                              | 14 de mayo de 2017  | 4.64                    |
| Harlee y Wozniak, junto con Tufo y Espada, trabajan para reunir los archivos del libro de Bianchis a salvo con una orden de arresto. Mientras tanto, Stahl llega a extremos para obtener una muestra de cabello de Christina con el fin de que coincida con el ADN de un diente que recuperó en el cementerio. |             |                           |                       |                                                               |                     |                         |
| 25 | 12          | «Behind The Mask»         | Stephen DePaul        | Wolfe Colman & Michael C. Martin                              | 21 de mayo de 2017  | 3.78                    |
| Harlee debe cubrir a Nava después de que su encuentro brutal con Bianchi deja al mafioso muerto. Un asesinato en el parque conduce a la quiebra en los almacenes de medicamentos de Quince. Stahl escucha a escondidas en una conversación entre Wozniak y Harlee a través del enrutador WiFi casero de Harlee y descubre dónde Wozniak arrojó el cuerpo de Miguel. |             |                           |                       |                                                               |                     |                         |
| 26 | 13          | «Broken Dolls»            | Stephen DePaul        | Jessica Grasl, Jack Orman, Marta Gene Camps & Niceole R. Levy | 21 de mayo de 2017  | 4.10                    |

## Recepción

### Índices de audiencia
| Temporada | Intervalo de tiempo (ET/PT) | Episodios | Estreno de la temporada | Estreno de la temporada    | Final de temporada  | Final de temporada         | Temporada televisiva | Rank | Espectadores (en millones) |
| Temporada | Intervalo de tiempo (ET/PT) | Episodios | Fecha                   | Espectadores (en millones) | Fecha               | Espectadores (en millones) | Temporada televisiva | Rank | Espectadores (en millones) |
| --------- | --------------------------- | --------- | ----------------------- | -------------------------- | ------------------- | -------------------------- | -------------------- | ---- | -------------------------- |
| 1         | Jueves 10:00 p. m.          | 13        | 7 de enero de 2016      | 8.55                       | 31 de marzo de 2016 | 5.43                       | 2015–16              | #35  | 9.87                       |
| 2         | Domingo 10:00 p. m.         | 13        | 5 de marzo de 2017      | 5.25                       | 21 de mayo de 2017  | 4.10                       | 2016–17              | #58  | 6.74                       |

## Premios y nominaciones
| Año  | Premio                   | Categoría                                               | Nominado(s)    | Resultado | Ref.   |
| ---- | ------------------------ | ------------------------------------------------------- | -------------- | --------- | ------ |
| 2016 | Teen Choice Awards       | Mejor Actriz de TV : Drama                              | Jennifer Lopez | Nominada  | [ 14 ] |
| 2016 | Teen Choice Awards       | Mejor Show de TV : Drama                                | Shades of Blue | Nominada  | [ 14 ] |
| 2016 | Imagen Foundation Awards | Mejor Programa de Televisión en horario estelar - Drama | Shades of Blue | Nominada  | [ 15 ] |
| 2016 | Imagen Foundation Awards | Mejor Actriz- Television                                | Jennifer Lopez | Nominada  | [ 15 ] |
| 2017 | People's Choice Award    | Mejor Actriz de TV - Serie de Crímenes                  | Jennifer Lopez | Ganadora  |        |

## Producción
En febrero de 2014, NBC dio una orden de 13 episodios consecutivos. Un tráiler se puso a disposición el 3 de junio de 2015, con declaraciones de Lopez, Ray Liotta y Drea de Matteo.

### Casting
Lopez recibió el papel principal en 2014. El 26 de febrero de 2015, Liotta, Matteo, Vincent Laresca y Warren Kole fueron elegidos como teniente Matt Wozniak, Det. Shirley Nazario, Det. Tony Espada y el agente Robert Staal, respectivamente. Dayo Okeniyi recibió el papel de Det. Michael Loman. El 30 de marzo de 2015, Hampton Fluker fue escogido en un papel recurrente como el Det. Marcus Tufo. El 8 de abril, Sarah Jeffery fue elegida como la hija de Santos, Christina. El 13 de abril de 2015, Gino Anthony Pesi fue elegido en un papel recurrente como el Fiscal de Distrito, James Nava. El 15 de junio de 2016, Anna Gunn se unió a la segunda temporada de Shades of Blue en un papel recurrente.

### Filmación
El rodaje de la primera temporada comenzó el 4 de junio de 2015, en la ciudad de Nueva York. El rodaje para la segunda temporada comenzó en julio de 2016 en la ciudad de Nueva York. El rodaje para la tercera temporada comenzó en abril de 2017 en la ciudad de Nueva York.